# 히비야 공원

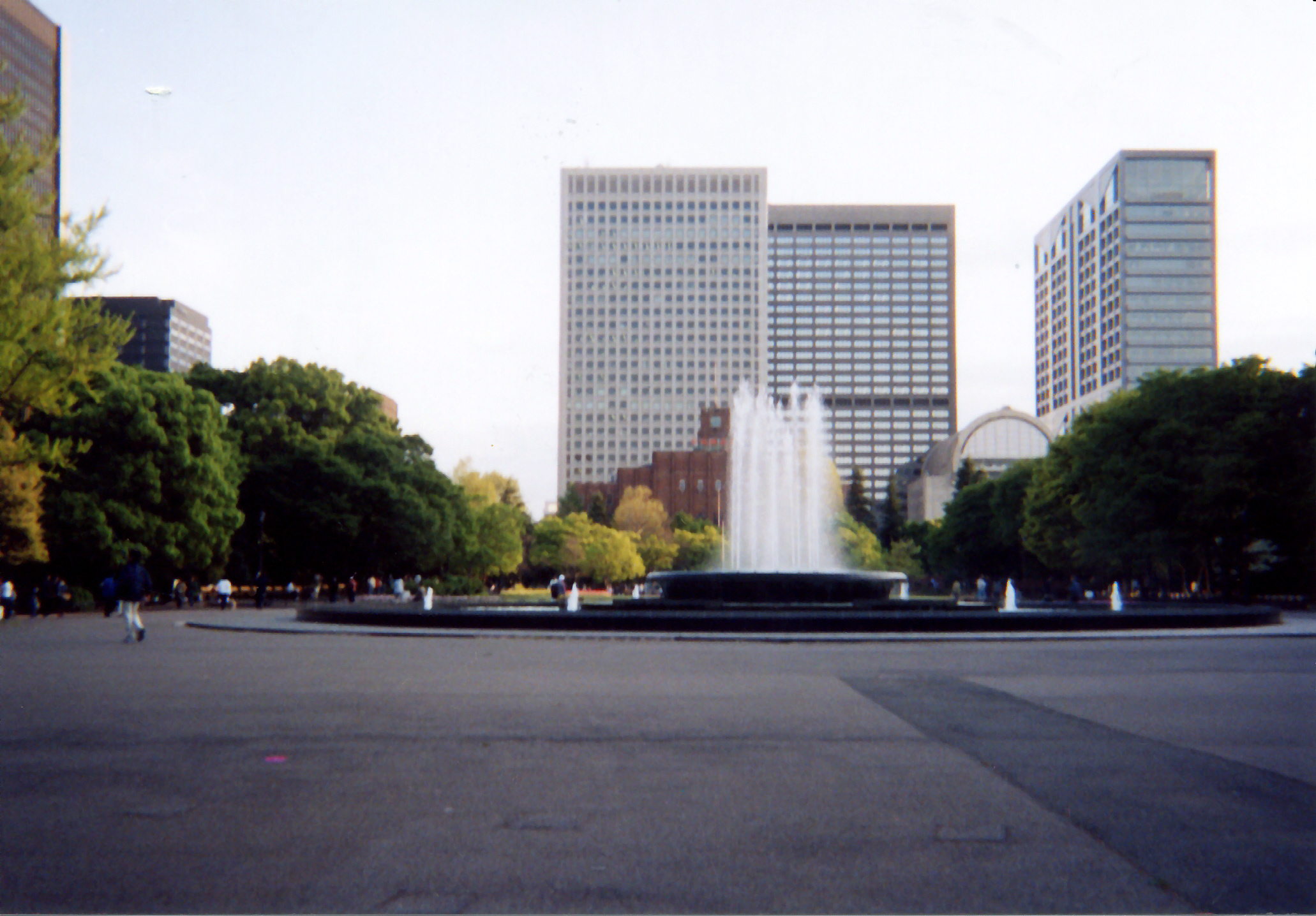
히비야 공원

히비야 공원(일본어: 日比谷公園 히비야코엔[*])은 도쿄도 지요다구에 있는 지명 및 이름이 비슷한 공원이다. 도쿄도 건설국의 관할로 재단법인 도쿄도 공원 협회가 관리하고 있다.
면적은 161,636.66 m2이다.

## 같이 보기
- 히비야소타 사건
- 도쿄도 건설국